# Santa Cruz (Spiel)
Santa Cruz ist ein Brettspiel von Marcel-André Casasola Merkle, erschienen 2012 im Hans im Glück Verlag und vertrieben durch Schmidt Spiele. Für die grafische Gestaltung zeichnete Michael Menzel verantwortlich. Santa Cruz wurde 2012 mit dem Spielepreis „Spiel der Spiele“ ausgezeichnet und stand auf der Empfehlungsliste zum „Spiel des Jahres 2012“.

## Handlung und Spielablauf
Das Spiel dreht sich um die Besiedlung der in der Karibik gelegenen, jedoch fiktiven Vulkaninsel Santa Cruz. Nach der Anlandung an der Küste errichten die Spieler rundenweise neue Häuser, Leuchttürme oder Kirchen, erkunden nach und nach das Landesinnere und erschließen die Ressourcen der Insel. Das Spiel wird in zwei Durchgängen gespielt, wobei den Spielern im zweiten Durchgang zusätzliche Informationen zur Verfügung stehen. Ziel ist, bis Spielende die meisten Punkte zu sammeln.
Das Spielmaterial umfasst:
- Spielplan
- 54 Bauplatz-Plättchen
- 28 Baukarten in vier unterschiedlichen Sätzen à 7 Karten
- 16 Wertungskarten
- 52 Gebäude aus Holz (je Spieler 8 Häuser, 3 Kirchen, 2 Leuchttürme)
- 22 Vogelchips
- Punktezählsteine und 50er-Stufen
- Übersichtskärtchen

Der Spielplan zeigt die zu Beginn noch unbesiedelte Insel Santa Cruz mit insgesamt 49 Bauplätzen. Diese sind zum Teil durch Wege und Flüsse miteinander verbunden und ferner in Küsten-, Land- und Vulkangebiete unterteilt. Sie werden vor Spielbeginn zufällig mit verdeckten Bauplättchen versehen, lediglich die Plättchen in Küstengebieten liegen offen aus. Aufgedeckte Bauplättchen zeigen jeweils eine bestimmte Gebäudeart (Haus, Kirche oder Leuchtturm) sowie möglicherweise eine Ressource (Fische, Schafe, Holz, Zucker oder Gold) oder einen Vogelchip. Jeder Spieler erhält außerdem einen Vorrat an Gebäuden (8 Häuser, 3 Kirchen und 2 Leuchttürme) sowie einen Satz Baukarten und, je nach Spielerzahl, zwei bis vier Wertungskarten auf die Hand. Gespielt wird reihum. 
In der ersten Runde erfolgt die Anlandung, bei der jeder Spieler eines der Küstengebiete besiedelt, indem er ein passendes Gebäude auf einen freien Bauplatz setzt. Angrenzende Land- und Vulkanplättchen werden bei der Besiedlung eines Gebietes stets aufdeckt und das Landesinnere der Insel so nach und nach erkundet. Ab der zweiten Runde erfordert die Besiedlung das Ausspielen von Baukarten: Sie bestimmen, welche Felder der Spieler erreichen kann: „Schiffkarten“ erlauben das Besiedeln weiterer Küstengebiete, über „Fluss-“ oder „Wegkarten“ können auch entsprechend verbundene Gebiete im Inland erreicht werden. Jede Besiedlung bringt einige Punkte, die auf einer „Kramerleiste“ (Punktleiste) abgetragen werden, die verwendete Baukarte wird abgelegt. Bei der Besiedlung bestimmter Gebiete darf ein Spieler außerdem ein Vogelplättchen ziehen, diese bringen bei Spielende zusätzliche Punkte und werden während des Spiels geheim gehalten. 
Alternativ zur Besiedlung kann ein Spieler auch eine Wertungskarte ausspielen und damit eine Wertung auslösen. Wertungskarten zeigen jeweils bestimmte Bedingungen und bringen jedem Spieler, der sie erfüllt, Punkte. Wertungen kann es beispielsweise für den Besitz von bestimmten Gebäuden oder Ressourcen, die Verbindung von Gebieten oder die meisten gesammelten Vogelplättchen geben. Eine Besonderheit stellt die Wertung des Vulkanausbruchs dar, der sämtliche Gebäude in Vulkangebieten zerstört und den betroffenen Spielern Minuspunkte bringt.
Haben alle Spieler ihre Karten ausgespielt, endet der erste Durchgang und es folgt ein zweiter Durchgang. Hierfür nehmen die Spieler lediglich ihre Gebäude zurück, die Bauplättchen bleiben jedoch aufgedeckt liegen. Die Kartensätze der Spieler (Bau- und Wertungskarten) werden neu unter den Spielern verteilt, wobei der Spieler mit den wenigsten Punkten zuerst wählen darf. Außerdem zieht jeder Spieler eine weitere Wertungskarte vom Stapel und legt anschließend eine seiner Wertungskarten verdeckt wieder ab. Der weitere Ablauf entspricht dem ersten Durchgang. Da in der zweiten Runde die meisten Handkarten der Mitspieler sowie sämtliche Bauplätze bekannt sind, können die Spieler ihre Strategie besser darauf einstellen.
Nach Abschluss der zweiten Runde werden die gesammelten Vogelplättchen ausgewertet, der Spieler mit den meisten Punkten gewinnt.

## Auszeichnungen und Kritiken
Santa Cruz wurde 2012 mit dem österreichischen Spielepreis „Spiel der Spiele“ ausgezeichnet. In der Begründung heißt es unter anderem:

„[...] Die einfachen Regeln mit vielen Beispielen und hübsches Spielmaterial zeichnen dieses Spiel aus, der Plan ist modular und kann immer wieder anders zusammengesetzt werden und durch Erweiterungen neue Zugmöglichkeiten bieten. „Santa Cruz“ ist dem Spieleverlag Hans im Glück hervorragend gelungen.“

Bei Auswahl für den „Deutschen Spiele Preis 2012“ erreichte das Spiel den 10. Platz, ferner stand es auf der Empfehlungsliste zum „Spiel des Jahres 2012“.
Die Kritiken zu Santa Cruz fielen allgemein positiv aus. Insbesondere der Wertungskarten-Mechanismus, der „lockere“ Spielfluss sowie das Material und speziell die grafische Gestaltung durch Michael Menzel sprachen viele Rezensenten an. Zwiegespalten waren die Kritiker dagegen vor allem bei der Aufteilung des Spiels in zwei Durchgänge: So befanden einige den zweiten Durchgang aufgrund der stärkeren taktischen Möglichkeiten als interessanter gegenüber der zufallslastigen ersten Runde, andere empfanden die wiederholte Besiedlung dagegen als aufgesetzt, unlogisch oder schlicht unnötig.